# Trên mảnh đất người đời (phim)
Trên mảnh đất người đời (tiếng Nga: Жизнь на грешной земле) là bộ phim được chuyển thể từ truyện ngắn cùng tên của nhà văn Anatoly Ivanov.